# Moczarka delikatna

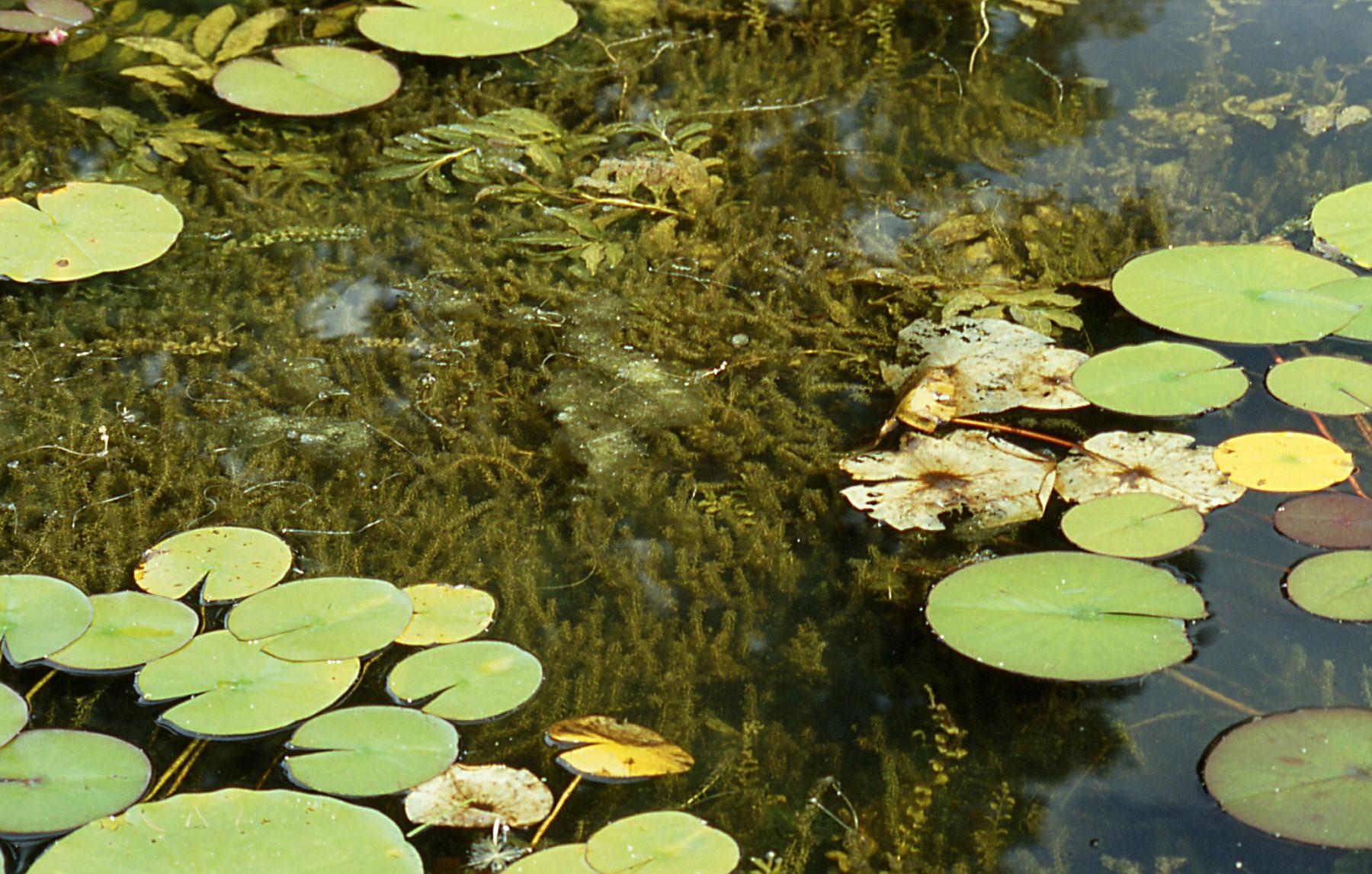
Moczarka delikatna, grzybienie, rdestnica połyskująca

Moczarka delikatna (Elodea nuttallii) – gatunek rośliny należący do rodziny żabiściekowatych. Pochodzi z Ameryki Północnej, gdzie występuje na niemal całym obszarze Stanów Zjednoczonych oraz południowo-wschodniej Kanady. Podobnie jak moczarka kanadyjska zawleczona została i rozprzestrzeniła się w znacznej części Europy. W Polsce odnaleziona została po raz pierwszy na początku lat 90. XX wieku w starorzeczu Biebrzy koło Goniądza oraz w 2007 w Wiśle. Następnie kilkukrotnie zwiększyła zasięg. Do 2024 to było 88 stanowisk, głównie w północnej części kraju. Rośnie w wodach stojących i wolno płynących, zarówno eu- jak i mezotroficznych, może zasiedlać też zbiorniki oligotroficzne.
Roślina ujęta jest na liście gatunków inwazyjnych stwarzających zagrożenie dla Unii Europejskiej.

## Rozmieszczenie geograficzne
Do Europy gatunek został zawleczony prawdopodobnie w XX wieku. Po raz pierwszy został zebrany w 1914 w Wielkiej Brytanii, w czasie II wojny światowej został stwierdzony w Belgii i Holandii, w 1953 w Niemczech. Na przełomie XX i XXI wieku znany już był z większości krajów środkowej i północnej Europy. Wówczas też z wielu miejsc Europy podawany był jako gatunek silnie inwazyjny i wypierający wcześniej zawleczoną moczarkę kanadyjską. Z kolei w Wielkiej Brytanii moczarka delikatna wypierana jest przez lagarosyfon wielki Lagarosiphon major. Od drugiej dekady XXI w. jeden z najbardziej ekspansywnych gatunków makrofitów w Polsce. 

## Morfologia
PokrójPędy zanurzone, ulistnione okółkowo, jasnozielone, silnie rozgałęzione.
LiścieWyrastające w okółkach po 3. Długości od 6 do 13 mm i szerokości ok. 1,5 mm.
Gatunki podobneGatunek jest mylony z moczarką kanadyjską. Różni się od niej zwykle krótszymi, jaśniejszymi i silniej rozgałęzionymi pędami oraz węższymi liśćmi.

## Ekologia
SiedliskoRośnie w wodach oligo- mezo- i eutroficznych. Jest gatunkiem odpornym na zaburzenia warunków siedliskowych, w tym zanieczyszczenia ropopochodnymi, a także zasolenie wód. Występuje w różnych zbiorowiskach roślinnych towarzysząc gatunkom z rodzajów rdestnica (Potamogeton), rzęśl (Callitriche), rogatek (Ceratophyllum), poryblin (Isoetes).  W jeziorach środkowej i zachodniej Europy występuje w wodach o różnym stanie ekologicznym, ale jest jednym z gatunków najczęściej spotykanych w wodach o słabszym stanie.
Oddziaływania międzygatunkoweW wielu miejscach w Europie stwierdzono wypieranie przez ten gatunek wcześniej zadomowionej w tutejszych wodach moczarki kanadyjskiej. Tłumaczone jest to lepszymi zdolnościami do rozprzestrzeniania się, szybszym wzrostem, w tym zwłaszcza na początku wegetacji – wiosną. W miarę rozwoju moczarka delikatna tworzy zwarty kożuch pędów unoszących się przy powierzchni wody, ograniczający wzrost wszelkim innym gatunkom roślin. Gęstwina pędów wpływa też spowalniająco na ruch wody. Zanieczyszczenie wód związkami azotu przyśpiesza wzrost tego gatunku.

## Biologia
Roślina dwupienna – kwiaty żeńskie i męskie występują na różnych roślinach, przy czym, podobnie jak w przypadku moczarki kanadyjskiej, w Europie rosną tylko rośliny męskie. Z tego powodu gatunek ten rozmnaża się w obszarze inwazji tylko wegetatywnie, często dzieje się to także w obrębie zasięgu naturalnego. Zdolność do kontynuowania wzrostu posiadają nawet bardzo drobne fragmenty pędów zawierające przynajmniej jeden węzeł. Zimę rośliny spędzają pod pokrywą lodową, rozpoczynając wiosną wzrost z turionów. Obserwowano populacje, które po okresie 5-6 lat intensywnego wzrostu przeżywały drastyczny spadek liczebności.  
Mimo że rośliny rozprzestrzeniają się w wodzie wraz z jej przepływem, za główny czynnik tłumaczący szybkie tempo inwazji uważana jest działalność człowieka – w tym przenoszenie fragmentów roślin między zbiornikami wraz ze sprzętem pływającym. 

## Zwalczanie
Z powodu negatywnego wpływu na środowisko przyrodnicze i w przypadku masowych wystąpień także ograniczania walorów użytkowych wód (rekreacyjnych, rybackich) moczarka ta notowana jest na tzw. czarnych listach gatunków inwazyjnych. Zabroniony jest import i rozprzestrzenianie jej np. w Norwegii i Islandii.
Zwalczanie tego gatunku jest bardzo kłopotliwe, popełnione błędy bowiem skutkować mogą pogorszeniem sytuacji ekologicznej w zbiorniku. W przypadku koszenia i usuwania roślin ze zbiorników niedokładne wykonanie zabiegu skutkuje fragmentacją i rozprzestrzenieniem roślin. Usuwanie moczarki zalecane jest w pełni sezonu wegetacyjnego, w okresie od lipca do początków sierpnia. Skutecznym sposobem zwalczania tego gatunku jest także obniżenie poziomu wody w okresie zimowym lub letnim w celu odpowiednio przemrożenia albo wysuszenia roślin. Dyskusyjną metodą ze względu na wpływ na inne gatunki jest stosowanie pestycydów.